# Путевая Усадьба 101 км
Путевая Усадьба 101 км — упразднённый населённые пункты в Кольском районе Мурманской области. Входил в сельское поселение Тулома. 

## История
Назван по километровой отметке на железной дороге Санкт-Петербург — Мурманск.
Поселок появился при строительстве железной дороги. В нем жили железнодорожники, обслуживающие путевую инфраструктуру, и их семьи.
Законом Мурманской области № 905-01-ЗМО от 26 октября 2007 года населённый пункт был упразднён в связи с отсутствием проживающего населения.

## Население
Согласно результатам переписи 2002 года в населённом пункте проживал один человек.

## Инфраструктура
Путевое хозяйство Мурманского региона Октябрьской железной дороги.